# Morbana
Morbana (pl. Morbanas), pleme američkih Indijanaca čija pripadnost porodici Coahuiltecan treba uzeti s rezervom. U 2.  polovici 17. stoljeća živjeli su na putu iz Coahuile za misiju San Francisco de los Tejas u Teksasu i Meksiku.  

## Vanjske poveznice
- Morbana Indians